# 大分市社会福祉センター
大分市社会福祉センター（おおいたししゃかいふくしセンター）は、かつて大分県大分市碩田町三丁目5番11号にあった社会福祉関連の複合施設である。

## 沿革
1974年（昭和49年）5月1日開館。2013年（平成25年）7月20日オープンのホルトホール大分内に新たに大分市総合社会福祉保健センターが設けられるため、同年6月30日を以て廃止された。
なお、本施設は60歳以上は無料で利用することができたが、ホルトホール大分は大分駅に近接し交通の便がよく、利用者の増加が見込まれるため、無料利用の対象は65歳以上に引き上げられる。

## 施設概要
- 敷地面積 - 2,879m2
- 建物面積 - 2,476.72m2
- 構造 - 鉄筋コンクリート造4階建

### 各階の施設

#### 4階
- 大ホール - 365m2

#### 3階
- にこにこルーム
- 大分市老人クラブ連合会
- ボランティア活動室（作業室）
- 小会議室 - 和室12畳
- 講習室 - 112m2
- 資料室

#### 2階
- 総合相談支援室
  - あんしんサポートセンター大分
  - 生活福祉資金貸付
- 娯楽室 - 和室48畳
- 集会室 - 40畳・ステージ付
- 相談室
- 研修室2

#### 1階
- 大分市社会福祉センター事務室
- 大分市社会福祉協議会事務室
  - 会長室・総務課・地域福祉課
  - 大分市ボランティアセンター
- 保健室
- 機能回復訓練室
- 浴場 - 男女別
- 休憩室
- 作業室
- 研修室1

## 利用可能者
- 大分市内に居住し、以下に該当する者
  - 身体障害者福祉法、知的障害者福祉法、児童福祉法、母子及び寡婦福祉法、戦傷病者戦没者遺族等援護法による援護育成等の措置を要する人とその介助者
  - 社会福祉法に定める社会福祉事業を行う人及びその団体に関する人
  - 社会教育法に基づく女性団体
  - 60歳以上の人及びその介助者